# Ayotzintepec

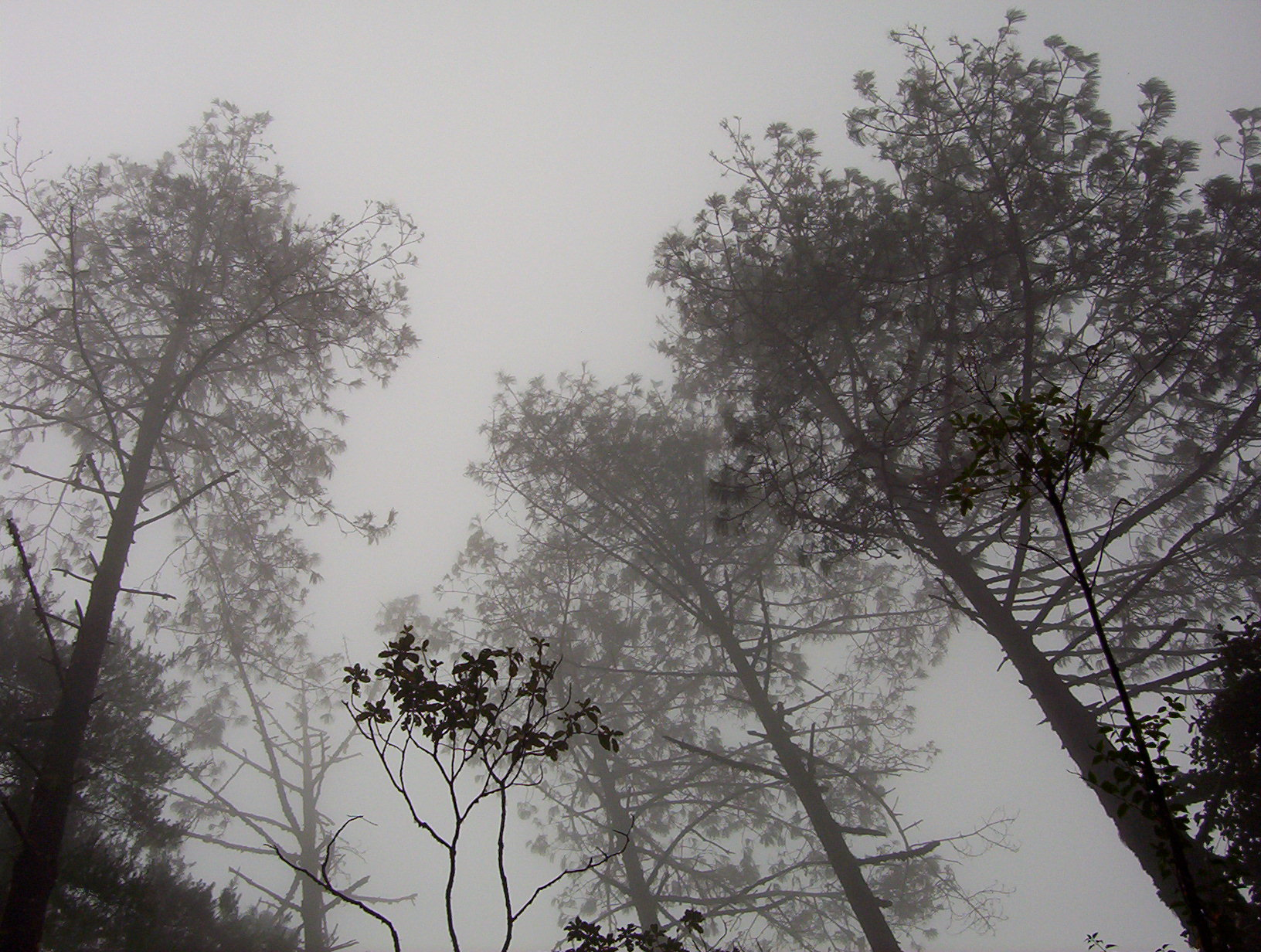
Forêt nuageuse dans la municipalité d'Ayotzintepec

Ayotzintepec est une municipalité et une ville de l'État de Oaxaca, au Mexique. La municipalité couvre une superficie de 169,69 km2 et compte 7 102 habitants en 2015.